# Banassac
Banassac est une ancienne commune française, située dans le département de la Lozère en région Occitanie, intégrée, le 1er janvier 2016, dans la commune nouvelle de Banassac-Canilhac par fusion simple.
Banassac fait partie du parc naturel régional de l'Aubrac.
Ses habitants sont appelés les Banassacois.

## Géographie

### Situation
Rodez est à 67 km à l'ouest.
Banassac est dans le parc naturel régional de l'Aubrac, en limite sud-est (ce parc est prolongé au sud par le parc naturel régional des Grands Causses),. Le parc national des Cévennes est à 50 km au sud-est,.
Les gorges du Tarn sont à 20 km au sud-est,.

### Réseau routier
L'autoroute A75 (« la Méridienne ») traverse la commune dans le sens nord-sud. L'entrée-sortie no 40 se trouve sur la commune. La D988 part vers l'ouest et vers Bozouls.

### Hydrographie
Banassac est située au confluent de l'Urugne (venant du sud-est) et du Lot. Le ruisseau de Saint-Saturnin, venant du sud, conflue avec l'Urugne 160 m avant la confluence de l'Urugne avec le Lot.

### Géologie
Un échantillon de la roche locale, formée de grès rouge est visible au niveau du géoscope à la sortie 32 de l'Autoroute 75.  

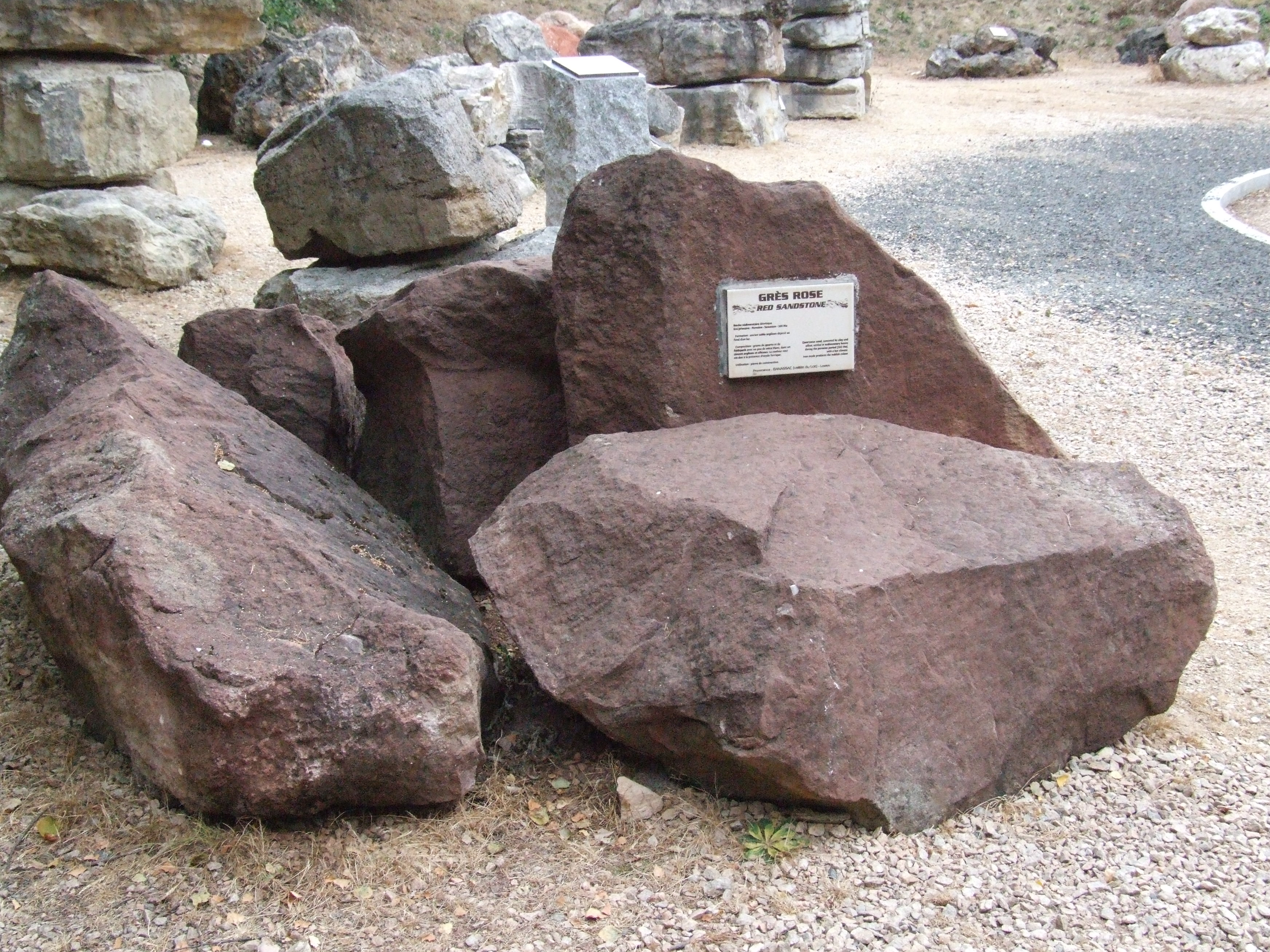
grès rouges de Benassac (vallée du Lot)

### Communes limitrophes
| Saint-Pierre-de-Nogaret      | Saint-Germain-du-Teil |                |
| Canilhac (Banassac-Canilhac) | Banassac              | La Canourgue   |
|                              | La Tieule             | Saint-Saturnin |

## Histoire

### Époque gallo-romaine
D'origine gallo-romaine, Banassac est à cette époque un important centre de fabrication de céramiques sigillées qui fait partie du groupe d'ateliers de la Gaule du sud (groupe de la Graufesenque),.
Cette production, contemporaine de celle de la Graufesenque, est effective du Ier siècle jusqu'aux grandes invasions barbares qui ravagent le Gévaudan au IIIe siècle.

### Haut Moyen-Âge
À l'époque mérovingienne, Banassac est un centre de frappe de monnaie important. Selon certains, elle serait le lieu de production de près d'un dixième des monnaies d'or conservées ou retrouvées datant de cette époque, quoique cette affirmation reste à prouver. Il n’en demeure pas moins que Banassac est un des ateliers les plus productifs des deuxième et troisième quarts du VIIe siècle (époque mérovingienne) ; c'est peut-être dû à l’arrivée de Caribert II comme roi-cadet en Aquitaine en 629, correspondant à l'accès de Dagobert Ier au trône de la totalité du royaume des Francs.

## Politique et administration
| Période                                  | Période | Identité        | Étiquette | Qualité |
| ---------------------------------------- | ------- | --------------- | --------- | ------- |
| Les données manquantes sont à compléter. |         |                 |           |         |
| 1989                                     | 2008    | Marien Pouget   | PS        |         |
| 2008                                     | 2014    | Jean-Paul Guix  | PS        |         |
| 2014                                     | 2015    | David Rodrigues | SE        |         |

## Population et société

### Démographie
L'évolution du nombre d'habitants est connue à travers les recensements de la population effectués dans la commune depuis 1793. À partir du 1er janvier 2009, les populations légales des communes sont publiées annuellement dans le cadre d'un recensement qui repose désormais sur une collecte d'information annuelle, concernant successivement tous les territoires communaux au cours d'une période de cinq ans. 
Pour les communes de moins de 10 000 habitants, une enquête de recensement portant sur toute la population est réalisée tous les cinq ans, les populations légales des années intermédiaires étant quant à elles estimées par interpolation ou extrapolation. Pour la commune, le premier recensement exhaustif entrant dans le cadre du nouveau dispositif a été réalisé en 2005,.
En 2013, la commune comptait 872 habitants, en évolution de +1,16 % par rapport à 2008 (Lozère : −1,04 %, France hors Mayotte : +2,49 %).
| 1793  | 1800  | 1806  | 1821  | 1831  | 1836  | 1841  | 1846  | 1851  |
| ----- | ----- | ----- | ----- | ----- | ----- | ----- | ----- | ----- |
| 1 900 | 1 629 | 1 591 | 1 889 | 1 818 | 1 856 | 1 796 | 1 500 | 1 294 |

| 1856  | 1861  | 1866  | 1872  | 1876  | 1881  | 1886  | 1891  | 1896  |
| ----- | ----- | ----- | ----- | ----- | ----- | ----- | ----- | ----- |
| 1 188 | 1 173 | 1 276 | 1 228 | 1 256 | 1 393 | 1 275 | 1 158 | 1 080 |

| 1901 | 1906  | 1911  | 1921 | 1926 | 1931 | 1936 | 1946 | 1954 |
| ---- | ----- | ----- | ---- | ---- | ---- | ---- | ---- | ---- |
| 964  | 1 127 | 1 110 | 975  | 888  | 876  | 782  | 721  | 624  |

| 1962 | 1968 | 1975 | 1982 | 1990 | 1999 | 2005 | 2010 | 2013 |
| ---- | ---- | ---- | ---- | ---- | ---- | ---- | ---- | ---- |
| 642  | 599  | 741  | 799  | 747  | 813  | 863  | 866  | 872  |

### Enseignement
La commune dépend de l'académie de Montpellier qui fait partie de la zone A.
Banassac possède une école primaire publique qui accueille les enfants de la maternelle jusqu'au CM2.
Collège de rattachement : collège Sport Nature à La Canourgue.
Pour aller au lycée, la plupart des élèves choisissent les établissements de Millau, de Rodez ou de Mende.

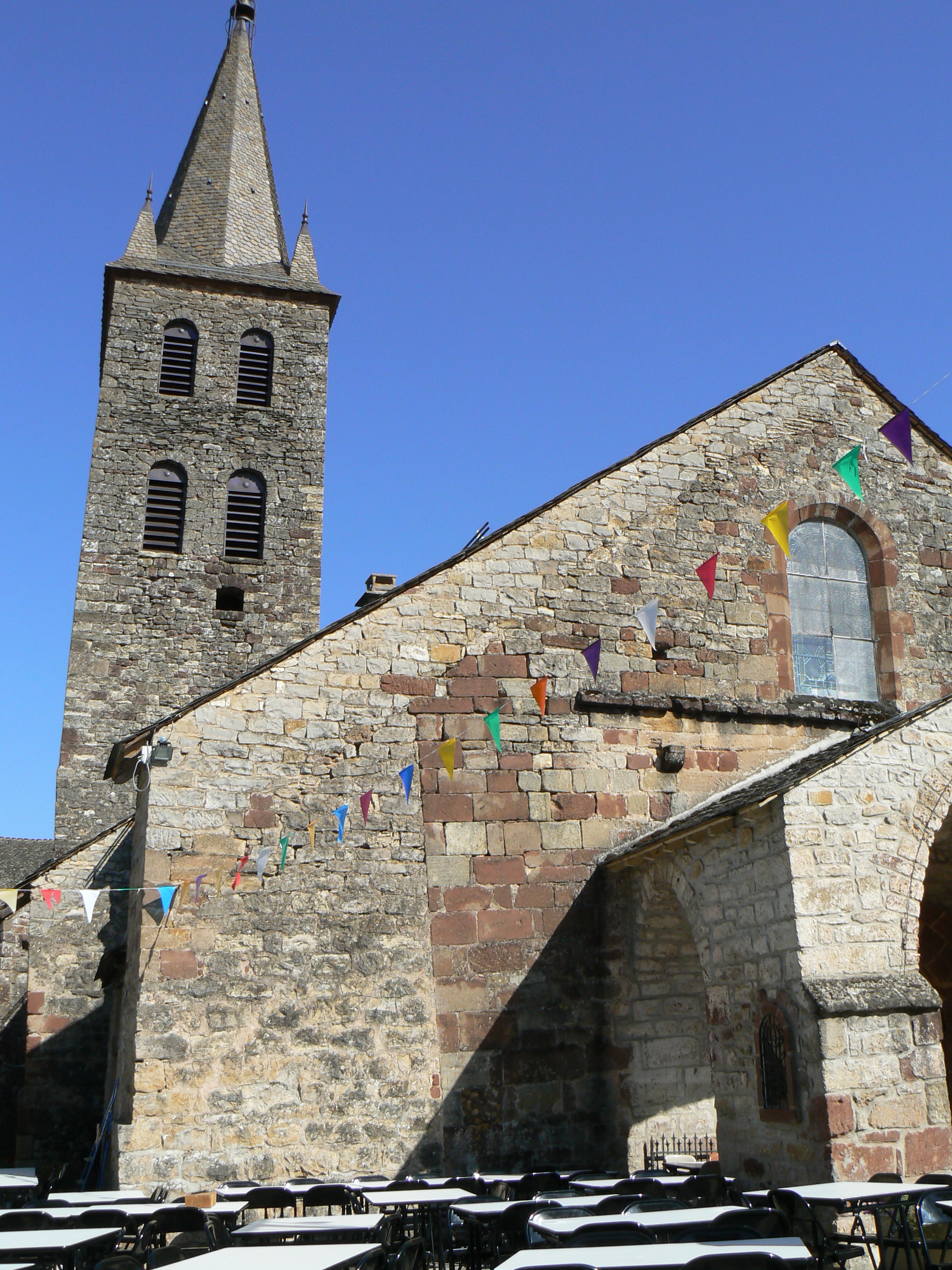
Église de Banassac.

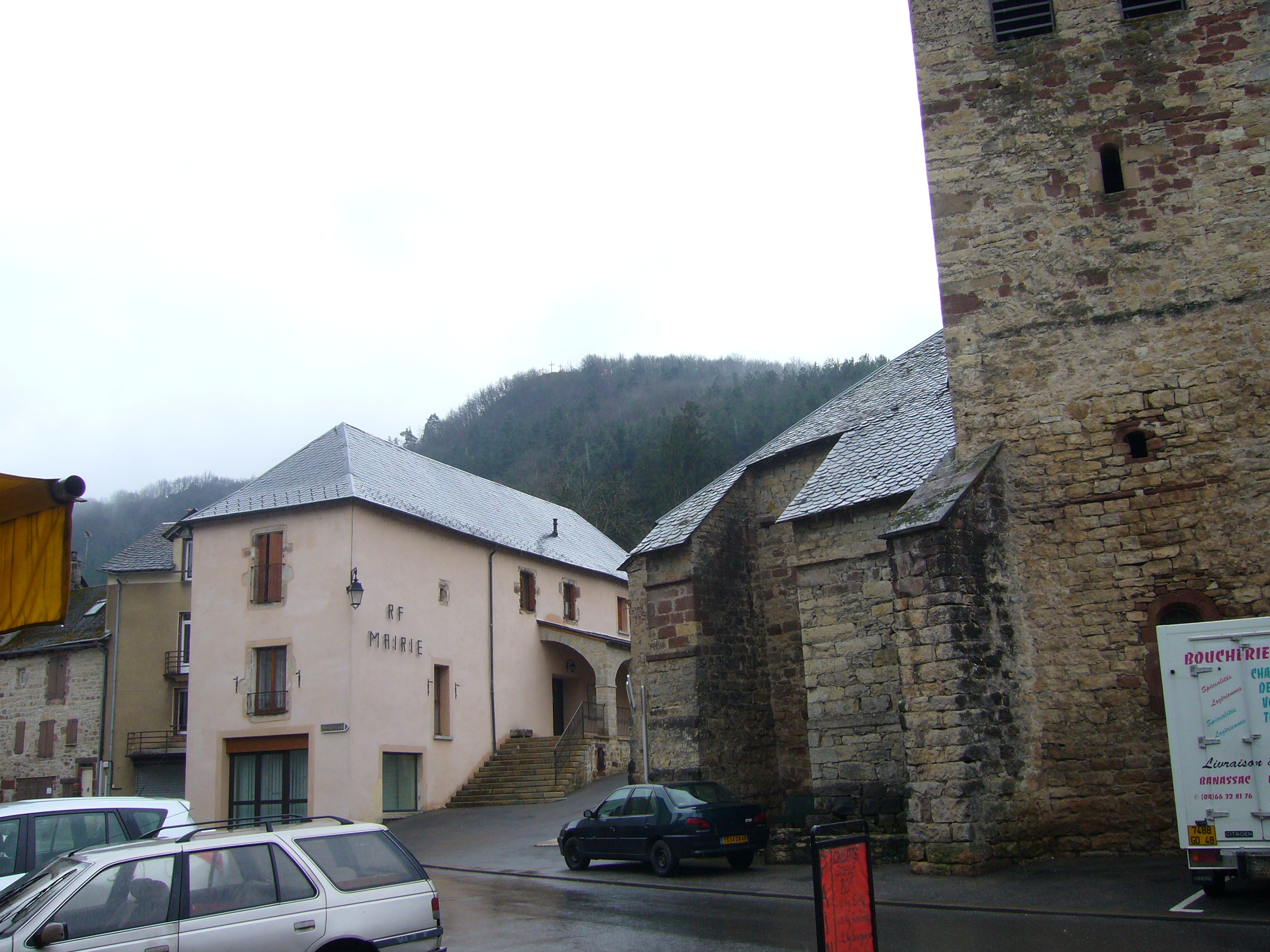
La mairie-musée de Banassac.

## Culture locale et patrimoine

### Lieux et monuments
- Château de Montferrand ;
- Musée archéologique de Banassac ;
- Église Saint-Médard ;
- Pont de Banassac ;
- Pont de Montferrand ;
- Gare de Banassac - La Canourgue.

### Héraldique
| Banassac | Le blasonnement de Banassac : parti : au premier d'azur à la coupe sigillée d'or, au second d'or aux quatre pals de gueules, le tout sommé d'un chef d'azur chargé de trois fers de lance d'argent Le chef est celui des armes des comtors de Montferrand. Le village et le château de Montferrand sont situés à proximité de Banassac. On retrouve dans ce blason la céramique sigillée et les armes des rois d'Aragon, longtemps possesseurs du Gévaudan. |